# Kiss зустрічає привида парку
«Kiss зустрічає привида парку» (англ. KISS Meets the Phantom of the Park) — американський телевізійний фільм 1978 року.

## Сюжет
Божевільний вчений Ебнер Деверо, який чинить темні справи у своїй лабораторії, що розташована під парком атракціонів, знаходить спосіб перетворювати людей на клонів-роботів. За допомогою цієї технології Деверо планує захопити світ, але на його біду в парку проходить концерт гурту Kiss, і культові рокери вирішують покласти край науковому беззаконню.

## У ролях
| Актор                | Роль                |
| -------------------- | ------------------- |
| Пітер Крісс          | Cat Man             |
| Ейс Фрілі            | Space Ace           |
| Джин Сіммонс         | The Demon           |
| Пол Стенлі           | Star Child          |
| Ентоні Зербі         | Ебнер Деверо        |
| Карміне Каріді       | Келвін Річардс      |
| Дебора Райан         | Мелісса             |
| Джон Денніс Джонстон | Чоппер              |
| Джон Лісбон Вуд      | Слім                |
| Ліза Джейн Перські   | Дірті Ді            |
| Джон Чеппел          | Снед                |
| Террі Лестер         | Сем                 |
| Дон Стіл             | грає самого себе    |
| Річард Хейн          | охорона             |
| Брайон Джеймс        | охорона             |
| Мері Кей Морс        | дівчина на піраміді |
| Сандра Пем           | мати                |
| Білл Хадсон          | людина в кіоску     |
| Леон Делані          | батько              |